# Lorenzo Zanetti
Pour les articles homonymes, voir Zanetti.
Pas d'image ? Cliquez ici
Lorenzo Zanetti (né le 10 août 1987 à Brescia, dans la province du même nom, en Lombardie) est un pilote italien de motoGP.

## Statistiques

### Championnats

#### Italie - 125 cm³
| Année | Points | Position |
| ----- | ------ | -------- |
| 2002  | 2      | 30e      |
| 2003  | 24     | 9e       |
| 2004  | 20     | 13e      |

- Resultats du site FORIX

#### Europe - 125 cm³
| Année | Points | Position |
| ----- | ------ | -------- |
| 2004  | 5      | 31e      |

- Resultats du site FORIX

### Grand Prix moto
| Année | Cat.    | Moto          | Course | Vict. | Pod | Pole | Mtour | Pts | Pos. | Titre |
| ----- | ------- | ------------- | ------ | ----- | --- | ---- | ----- | --- | ---- | ----- |
| 2004  | 125 cm³ | Honda Aprilia | 8      | 0     | 0   | 0    | 0     | 0   | -    | -     |
| 2005  | 125 cm³ | Aprilia       | 14     | 0     | 0   | 0    | 0     | 30  | 17e  | -     |
| 2006  | 125 cm³ | Aprilia       | 16     | 0     | 0   | 0    | 0     | 19  | 21e  | -     |
| 2007  | 125 cm³ | Aprilia       | 17     | 0     | 0   | 0    | 0     | 30  | 19e  | -     |
| 2008  | 125 cm³ | KTM           | 17     | 0     | 0   | 0    | 0     | 22  | 22e  |       |
| 2009  | 125 cm³ | Aprilia       | 1      | 0     | 0   | 0    | 0     | 0*  | 19e* | -     |
| Total |         |               | 73     | 0     | 0   | 0    | 0     | 101 |      | 0     |

- Resultats du site MotoGP.com
- * Saison en cours.

## Sources
- Profil sur MotoGP.com (lien en anglais)

- (en) Cet article est partiellement ou en totalité issu de l’article de Wikipédia en anglais intitulé « Lorenzo Zanetti » (voir la liste des auteurs).